# Батурин, Александр Герасимович
Алекса́ндр Гера́симович Бату́рин (8 [21] июля 1915 года — 29 ноября 1985 года) — советский лётчик-ас истребительной авиации ВВС ВМФ, участник Великой Отечественной войны, Герой Советского Союза (23.10.1942). Гвардии майор (14.07.1944).

## Биография
Родился 21 июля 1915 года в селе Полтавка ныне Мартукского района Актюбинской области Казахстана в семье врача. Русский. Окончил среднюю школу. В 1932 году пошёл работать шофёром в МТС, затем в политотдел совхоза имени 15 лет ОГПУ. Окончил аэроклуб в городе Оренбурге в 1935 году. Работал лётчиком-инструктором в аэроклубах Оренбурга и Алма-Аты. Окончил Высшую лётно-планерную школу Осоавиахима, в 1939 году на соревнованиях в Баку установил республиканский рекорд по планерному спорту.
В сентябре 1938 года призван на срочную службу в Красную Армию, служил в школе воздухоплавания Закавказского военного округа. В Рабоче-Крестьянском Красном флоте с ноября 1939 года. В декабре 1940 года окончил Военно-морское авиационное училище имени Сталина в Ейске. Был направлен в ВВС Балтийского флота, находился в распоряжении командующего ВВС.
Участник Великой Отечественной войны с июня 1941 года. В первые дни войны назначен пилотом 71-го истребительного авиационного полка (10-я смешанная авиационная бригада, ВВС Краснознамённого Балтийского флота), где сразу зарекомендовал себя одним из лучших лётчиков Балтфлота. Участвовал в обороне Таллина, но особое бесстрашие и мастерство штурмового удара он продемонстрировал в воздушных боях за Ленинград. В начале 1941 года врачебная комиссия признала его негодным к полётам, так как правый глаз видел лишь на 70 %. Тем не менее, лётчик в ходе Великой Отечественной войны летал, хотя глаз в воздухе слезоточил. Поскольку ночью слезотечение почти исчезало, Батурин стал осваивать ночные полёты и одним из первых в полку стал производить ночные перехваты бомбардировщиков.
В октябре 1941 года уже имевшего на боевом счету 8 личных и групповых побед Батурина назначили заместителем командира эскадрильи того же полка. Первые 2 года войны, до лета 1943 года, воевал на истребителе И-153. Отличился при отражении массированных атак немецкой авиации на Ленинград и Кронштадт с целью уничтожения кораблей Балтийского флота (Операция «Айсштосс»). 3 апреля 1942 года, пилотируя самолёт-истребитель , вёл бой с четырьмя самолётами противника. Одного сбил, остальных обратил в бегство. В тот же день во время массированного налёта более восьмидесяти бомбардировщиков противника на военно-морскую базу Кронштадт, вновь провёл бой с превосходящими силами вермахта и уничтожает три гитлеровских самолёта. 24 апреля 1942 года шестёрка советских истребителей вступила в бой с семью немецкими истребителями и пятью бомбардировщиками, летевшими к Ленинграду. В этом бою было сбито три самолёта противника.
Заместитель командира эскадрильи 71-го авиационного полка (61-я истребительная авиационная бригада, ВВС Краснознамённого Балтийского флота) старший лейтенант Александр Батурин к июню 1942 года совершил 421 боевой вылет, из них 67 — на разведку в тыл врага, в 81 воздушном бою сбил 6 самолётов противника лично и 8 в группе.
Указом Президиума Верховного Совета СССР от 23 октября 1942 года за образцовое выполнение боевых заданий командования на фронте борьбы с немецкими захватчиками и проявленные при этом мужество и геройство капитана Александру Герасимовичу Батурину присвоено звание Героя Советского Союза с вручением ордена Ленина и медали «Золотая Звезда» (№ 751).
Продолжал столь же отважно сражаться до самой Победы в том же 71-м иап, который 31 мая 1943 года приказом Наркома ВМФ № 190 «за проявленную отвагу в воздушных боях с немецко-фашистскими захватчиками, за стойкость, мужество, дисциплину и организованность, за героизм личного состава» преобразован в 10-й гвардейский истребительный авиационный полк ВВС Балтийского флота. В августе 1942 года А. Г. Батурин стал штурманом эскадрильи, а с августа 1943 и до самой Победы командовал эскадрильей в этом полку. Участник битвы за Ленинград, Прибалтийской, Восточно-Прусской, Восточно-Померанской и Берлинской наступательных операций.
В 1943 году окончил Курсы усовершенствования начальствующего состава ВВС ВМФ.
К 9 мая 1945 года гвардии майор А. Батурин совершил 543 боевых вылета, провёл 84 воздушных боя, сбил лично 9 и в группе 13 самолётов противника, а по дальнейшим исследованиям М. Ю. Быкова подтвердилось ещё больше — 9 личных и 15 групповых побед лётчика. Но в литературе имеется значительное число вариантов воздушных побед аса: 18 личных и 12 групповых побед, 9 личных и 16 групповых, 7 личных и 14 групповых.
После войны продолжал службу в ВМФ СССР. В декабре 1945 года назначен штурманом 10-го гвардейского истребительного авиационного полка ВВС Балтийского флот. С ноября 1947 года находился в распоряжении командующего ВВС 4-го ВМФ. С января 1948 года в отставке по состоянию здоровья.
Жил в городах Актюбинске и Альметьевске. Работал директором электросети, парторгом ЦК КПСС на строительстве аэропорта в Казахской ССР, главным механиком и начальником строительства телецентра в Альметьевске, главным инженером транспортной конторы треста «Татнефтьстрой», затем работал в Аэрофлоте и в ДОСААФ. Был очень разносторонним человеком: сконструировал малолитражный автомобиль, был хорошим кинооператором-любителем, занимался радиоспортом и руководил клубом радиолюбителей при Альметьевском городском комитете ДОСААФ, собрал авиетку с двигателем от мотоцикла и летал на ней. В 1983 году вышел на пенсию и жил в посёлке Малый Зайкин Первомайского района Оренбургской области.
Скончался 29 ноября 1985 года. Похоронен на кладбище посёлка Володарский Первомайского района Оренбургской области.

## Награды
- Медаль «Золотая Звезда» Героя Советского Союза (23.10.1942, № 751)
- Орден Ленина (23.10.1942)
- Три ордена Красного Знамени (13.11.1941, 16.12.1941, 30.04.1944)
- Орден Отечественной войны I степени (11.03.1985)
- Медали, в том числе:
  - Медаль «За победу над Германией в Великой Отечественной войне 1941—1945 гг.» (1945)
  - Медаль «За оборону Ленинграда» (1943)

## Память
- Бюст установлен на площади Мемориала воинам-землякам, погибшим в годы Великой Отечественной войны 1941-1945 годов в пос. Первомайский Оренбургской области.
- Мемориальная доска — на Аллее Славы у здания Адмиралтейства в Кронштадте.
- Именем Героя была названа пионерская дружина Яйсанской средней школы Мартукского района Актюбинской области Казахстана.
- Именем Героя названы улицы в городе Алма-Ата и посёлке Володарский Первомайского района Оренбургской области.